# Супердівчина (фільм, 2026)
«Супердівчина» (англ. Supergirl), раніше «Супердівчина: Жінка завтрашнього дня» (англ. Supergirl: Woman of Tomorrow) — майбутній американський супергеройський фільм, заснований на персонажі Кари Зор-Ел з DC Comics. Знятий DC Studios з Warner Bros. Pictures в якості дистриб'ютора, це буде другий фільм у Всесвіті DC (DCU). Режисером виступив Крейг Гіллеспі, сценаристом — Ана Ногейра, а в головних ролях — Міллі Алкок (Супердівчина), Маттіас Шонартс, Девід Крамхолц і Емілі Бічем. Продюсери стрічки — Джеймс Ґанн та Пітер Сафран.

## Синопсис
Святкуючи свій 21-й день народження, Кара Зор-Ел подорожує галактикою разом з Крипто, під час якої знайомиться з юною Руті і вирушає на «смертоносні пошуки помсти».

## Акторський склад
- Міллі Алкок — Кара Зор-Ел / Супердівчина, двоюрідна сестра Супермена, яка виросла на шматку зруйнованої планети Криптон.[7][8][9]
- Маттіас Шонартс — Крем з Жовтих пагорбів, головний антагоніст.[10][11]
- Єва Рідлі — Руті Мері Нолл, молода дівчина, яку Кара зустрічає під час своєї подорожі.[10][6]
- Девід Крамхолц — Зор-Ел[en], батько Кари.[12][13]
- Емілі Бічем — Алура[en], мати Кари.[12]
- Джейсон Момоа — Лобо, іншопланетний найманець і мисливець за головами.[11][12]

У фільмі також з'явиться пес Кари Крипто.

## Виробництво

### Передумови
У серпні 2018 року кінокомпанія Warner Bros. Pictures найняла Орена Узіеля для написання сценарію до фільму, заснованого на Супердівчині з коміксів DC. Це сталося в той час, коли Warner Bros. та DC Studios шукали нові підходи до «Розширеного всесвіту DC» (DCEU) після ряду комерційних розчарувань. Робота над фільмом була на ранній стадії, Warner Bros. заявляла про бажання найняти жінку-режисера. Переорієнтація студії на фільм про Супердівчину була названа однією з причин того, що Генрі Кавілл більше не буде зображати двоюрідного брата Супердівчини Кларка Кента в майбутніх фільмах DCEU після виконання цієї ролі у «Людини зі сталі» (2013); пізніше Кавілл повідомляв, що все ще хоче повернутися до цієї ролі. Виробництво «Супердівчини» було заплановано на початок 2020 року, але було призупинено через пандемію COVID-19.
У лютому 2021 року Саша Калле отримала роль Супердівчини у фільмі «Флеш» (2023) і підписала багатосерійний контракт з DCEU. «Супердівчину» було включено до списку фільмів DC, запланованих до випуску у 2022 або 2023 роках. У квітні 2022 року Discovery, Inc. і материнська компанія Warner Bros. WarnerMedia об'єдналися в Warner Bros. Discovery (WBD) на чолі з президентом і генеральним директором Девідом Заславом. Очікувалося, що нова компанія реструктурує DC Entertainment, і Заслав почав шукати еквівалент президенту Marvel Studios Кевіну Файгі, щоб очолити нову дочірню компанію. Тетяна Сігел з Rolling Stone повідомила в серпні, що «Супердівчина» навряд чи отримає розвиток під керівництвом Заслава, і приблизно в той же час виробництво було скасоване. Сценарист/режисер Джеймс Ґанн та продюсер Пітер Сафран були оголошені співголовами новоствореної DC Studios наприкінці жовтня. Через тиждень після початку виконання своїх нових обов'язків пара почала працювати з групою сценаристів над розробкою восьми-десятирічного плану для нового Всесвіту DC (DCU), який би став «м'яким перезавантаженням» DCEU.

### Розробка
31 січня 2023 року Ґанн і Сафран представили перші проєкти зі списку DCU, який починається з розділу «Боги і монстри». Одним із фільмів у списку стала адаптація серії коміксів «Супердівчина: Жінка завтрашнього дня» (2021-22) Тома Кінга та Білкіс Евелі. Ґанн описав проєкт як «великий науково-фантастичний епічний фільм» і сказав, що він досліджуватиме більш «жорстку» версію Кари Зор-Ел, ніж її раніше зображували на екрані. Кінг також виявився одним із сценаристів, що працюють над загальною історією для DCU. За кілька днів після анонсу фільму копії коміксу «Супердівчина: Жінка завтрашнього дня» були розпродані на Amazon, а також у багатьох інших видавництвах і магазинах коміксів. Ґанн повідомив, що він працює з видавцем і головним креативним директором DC Comics Джимом Лі, щоб забезпечити друк більшої кількості примірників.
Рекламуючи вихід «Флеша» в червні 2023 року, Саша Калле висловила свою любов до коміксу «Жінка майбутнього» і сказала, що сподівається повторити роль, але це не було гарантовано. На той час вона зустрічалася з Сафраном, щоб обговорити майбутнє персонажа, але Ґанн врешті-решт вирішив рухатися в іншому напрямку. Калле сказала, що у неї «розбите серце» і вона розчарована цим рішенням, тому що вона знялася в альтернативній кінцівці «Флешу», яка мала на меті підготувати майбутні появу її персонажа, та заявила, що пишається своєю роботою в цій ролі. Після чуток про те, що актор Аквамена з DCEU, Джейсон Момоа, буде перевтілений в Лобо в DCU, в жовтні 2023 року повідомлялося, що він обговорював зі студією можливість зіграти цього персонажа в першому фільмі DCU, «Супермен» (2025), або в окремому проєкті.
У листопаді 2023 року стало відомо, що Ана Ногейра пише сценарій. Раніше вона була залучена до написання сценарію фільму про Супердівчину у 2022 році, коли він розроблявся як спін-офф до «Флеша». Ґанну і Сафрану настільки сподобалася її робота, що вони запросили її повернутися, і Ногейр підписала угоду з DC. Ганн підтвердив участь Ногейри і назвав «Жінку завтрашнього дня» «прекрасною, зоряною казкою». Він вирішив зробити фільм про Супердівчину другим фільмом DCU після «Супермена», хоча спочатку його не було у планах, ґрунтуючись на сильному сценарії Ногейри. Повідомлялося, що у фільмі з'явиться надпотужний собака Крипто.

### Пре-виробництво

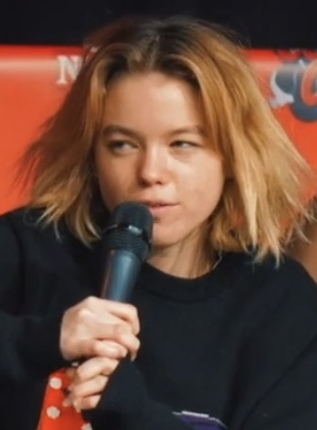
Міллі Алкок вперше була запропонована на головну роль Джеймсом Ганном за рік до того, як її офіційно затвердили в січні 2024 року

До січня 2024 року на роль Супердівчини розглядалися кандидатури Міллі Алкок, Емілії Джонс, Кейлі Спейні та Мег Доннеллі. Доннеллі вже озвучувала цю героїню в анімаційних фільмах «Легіон супергероїв» (2023) та «Ліга справедливості: Криза на нескінченних землях» (2024). Джонс не проходила проби на роль. Алкок і Доннеллі пройшли прослуховування і кінопроби в костюмах на знімальному майданчику «Супермена» в Атланті пізніше того ж місяця. Алкок була офіційно затверджена на роль наприкінці січня. Ґанн казав, що вона втілила персонажа саме так, як його уявляли Кінг, Евелі та Ногейра, і він вперше запропонував Алкок на цю роль Сафрану за рік до кастингу після того, як побачив її в серіалі «Дім Дракона». Ґанн вважав, що Алкок має «витонченість, грацію [та] автентичність» для нової інтерпретації Супердівчини, яку він хотів дистанціювати від більш серйозного зображення персонажа Мелісою Бенойст в серіалі «Супердівчина» (2015-2021). Студія сподівалася найняти режисера в «найближчі тижні», але надала перевагу кастингу Супердівчини, оскільки персонаж мав дебютувати в іншому проекті DCU, який, як повідомлялося, мав стати «Суперменом».
Коли Алкок отримала роль, зйомки мали розпочатися наприкінці 2024 року. У лютому Заслав підтвердив, що сценарій вже написаний і триває подальший кастинг. У квітні Крейг Гіллеспі розпочав переговори щодо режисури фільму, а виконавчим продюсером стала виконавчий директор DC Studios Шанталь Нонг. Гіллеспі був затверджений на посаді режисера наступного місяця, коли фільм отримав дату виходу в прокат — 26 червня 2026 року. У вересні того ж року до акторського складу приєднався Маттіас Шонартс на роль головного лиходія, Крема з Жовтих пагорбів, а зйомки мали розпочатися в січні 2025 року у Великій Британії. Наступного місяця Ґанн заявив, що фільм матиме триактну структуру, а не структуру коміксу «Жінка завтрашнього дня», але збереже головних персонажів і теми з коміксу. На той час він переглянув кінопроби на роль Руті Мері Нолл, і наприкінці місяця на цю роль було обрано Єву Рідлі. У грудні повідомлялося, що Джейсон Момоа зіграє у фільмі роль Лобо. Момоа підтвердив кастинг, посилаючись на інтерв'ю, дане роком раніше, в якому він висловив зацікавленість у цій ролі. Хоча персонаж не з'являється в коміксі «Жінка завтрашнього дня», початковий задум Кінга полягав в об'єднанні зусиль Супердівчини і Лобо, в якому вони виконували б ролі, схожі на ролі персонажів Метті Росс і Рустера Когберна, відповідно, з роману «Справжня мужність» (англ. True Grit, 1968). Повідомлялося, що роль Момоа буде епізодичною. Анна Б. Шеппард — дизайнерка костюмів для фільму.

### Зйомки
Основні зйомки розпочалися 13 січня 2025 року на студіях Warner Bros. у Лівсдені та Лондоні в Англії, оператором виступив Роб Гарді. Пізніше того ж тижня до акторського складу доєдналися Девід Крамхолц та Емілі Бічем у ролі батьків Супердівчини. Зйомки також проходили в Ісландії.

## Випуск
Фільм запланований до виходу в кінотеатральний прокат у США на 26 червня 2026 року кінокомпанією Warner Bros. Pictures. Фільм стане частиною першого розділу кіновсесвіту DCU: «Боги і монстри».